# Claude-Élisée de Court de La Bruyère
Claude-Élisée de Court de La Bruyère, né à Pont-de-Vaux le 15 février 1666 et mort à Gournay-sur-Marne le 19 août 1752, est un officier de marine français des XVIIe et XVIIIe siècles. Il prend part aux grandes guerres menées par Louis XIV et Louis XV en Europe et termine sa carrière avec le grade de vice-amiral de la flotte du Ponant.

## Biographie

### Origines et famille
Claude-Élisée de Court de La Bruyère naît le 15 février 1666 à Pont-de-Vaux, dans l'Ain, dans une famille noble originaire de Bourgogne. Il est le fils de Charles de Court, « avocat au siège présidial de Bourg-en-Bresse », gentilhomme ordinaire du roi de France, et d'Anne de Saumaise.
Son frère, Charles Caton de Court, meurt à l'armée, au mois d'août 1694, des suites d'une blessure qu'un taureau lui avait faite, chez Claude-Élisée, à Gournay.

### Carrière dans la Marine royale
Il entre dans la Marine royale en tant que garde-marine le 8 janvier 1684, à l'âge de 18 ans. Il est promu enseigne de vaisseau le 21 septembre 1686.

#### Guerre de la Ligue d'Augsbourg (1688-1697)
Lieutenant de vaisseau le 1er janvier 1689, il prend part à bord du Parfait, portant 64 canons — le 10 juillet 1690 — à la bataille du cap Béveziers, promontoire de la côte sud de l'Angleterre, qui voit la victoire de l’amiral français le comte de Tourville, à la tête d’une flotte de soixante-dix vaisseaux, sur l'amiral britannique Arthur Herbert, comte de Torrington, et les vice-amiraux hollandais Cornelis Evertzen et Gerard Callenburgh.
Le 27 juin 1693, il est au combat de Lagos au large du Portugal, sur L’Agréable. En 1694, il commande Le Portefaix dans l'escadre commandée par Jean Bart et participe à la victoire remportée sur huit vaisseaux hollandais au large du Texel et au sauvetage du convoi de cent-dix navires marchands transportant des réserves de blé, destinées à la France en famine. Il est promu capitaine de vaisseau le 1er septembre 1695.

#### Guerre de Succession d'Espagne (1701-1714)
Au début de l'année 1702, dans les premiers mois de la guerre de Succession d'Espagne, il fait partie de la flotte française envoyée aux Antilles sous les ordres du marquis de Châteaurenault pour protéger la flotte des Indes espagnole. Le 23 octobre de la même année, il est à la bataille de la baie de Vigo. Le vaisseau qu'il commande, Le Triton (42) est capturé par les Britanniques. Libéré, il prend part à la bataille navale de Vélez-Málaga le 27 août 1704. Il commande à cette occasion le vaisseau Le Foudroyant, de 104 canons, vaisseau amiral de la flotte française, à bord duquel se trouve le comte de Toulouse, amiral de France.
Il participe à la défense de Barcelone en 1705 et à celle de Toulon en 1707. En 1710, il prend une semi-retraite, ne participant plus à des commandements effectifs à la mer. À l'issue de ce conflit, il est promu au grade de chef d'escadre surnuméraire le 5 août 1715, lors de la dernière promotion faite par Louis XIV, avant d'être nommé Lieutenant général des armées navales le 27 mars 1728.
En 1715, il devient Premier maître d'hôtel du Régent, le duc d'Orléans, poste qu'il occupe jusqu'à sa mort.

#### Guerre de Succession d'Autriche (1740-1748)
Pendant la guerre de Succession d'Autriche, il est rappelé au service en 1741, et après près de trente ans d'inactivité, il prend le commandement de l'escadre de méditerranée.il commande une escadre basée à Toulon. Il est alors âgé de 74 ans. En 1741, à Versailles, le cardinal de Fleury lui donne l'ordre d'assurer la protection des navires transporteurs de troupe espagnols en route vers l'Italie. Il fait davantage puisque, conjointement avec la flotte espagnole, il prend la direction de Cadix et chasse l'amiral Haddock et la flotte britannique de Méditerranée. Le but de cette manœuvre étant d'empêcher la jonction entre les flottes anglaises stationnées à Toulon et à Cadix.

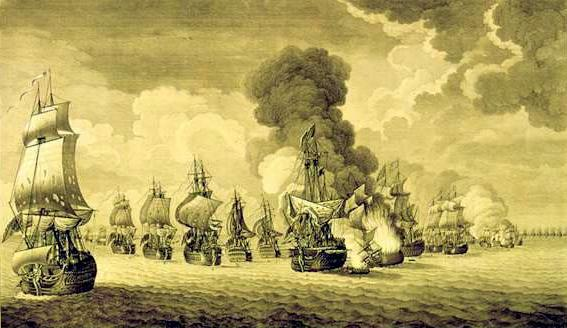
Gravure représentant le combat qui est aussi appelé « bataille de Toulon » par les Anglais et les Espagnols.

Le 8 février 1744, il appareille de Toulon (alors soumis au blocus britannique des amiraux Thomas Mathews et Richard Lestock) à bord du Terrible (74 canons) en compagnie de l'amiral espagnol Don Navarro. Le 22 février, la flotte franco-espagnole engage le combat, connu sous le nom de bataille du cap Sicié, et, bien qu'inférieure en nombre, elle défait la flotte britannique.
Le 2 février 1750, il est nommé vice-amiral de la flotte du Ponant, un poste laissé vacant en 1746 à la mort du comte de La Luzerne. Il est décoré de la grand'croix de l'ordre royal et militaire de Saint-Louis le 28 avril suivant.
Il décède deux ans plus tard, le 19 août 1752 dans son fief de Gournay-sur-Marne, à l'âge de 86 ans.
Il est remplacé au poste de vice-amiral de la flotte du Ponant par François-Cornil Bart, fils du célèbre Jean Bart. Le duc d'Orléans donne la charge de Premier maître d'hôtel de sa maison à Didier d'Arclais, seigneur de Moatamy, qui en avait le survivance.

## Postérité
Le passage Vice-Amiral Court la Bruyère, à Toulon, a été nommé en son honneur.

### Sources et bibliographie
- Michel Vergé-Franceschi, Les Officiers généraux de la Marine royale : 1715-1774, Paris, Librairie de l'Inde, 1990, 383 p. (ISBN 2-905455-04-7), p. 59 et suiv.
- Nouvelle description de la France : dans laquelle on voit le gouvernement général de ce royaume, celui de chaque province en particulier ; et la description des villes, maisons royales, châteaux, & monumens les plus remarquables, vol. 4, Paris, Charles-Nicols Poiron, 1753 (lire en ligne), p. 175-180
- Faucher de Saint-Maurice, Joies et tristesses de la mer, Librairie Saint-Joseph, 1888, 198 p. (lire en ligne), p. 115
- Jean-Claude Castex, Dictionnaire des batailles navales franco-anglaises, Laval (Canada), éditions Presses Université de Laval, 2004 (ISBN 2-7637-8061-X, lire en ligne)

En anglais
- (en) Reed Browning, The War of the Austrian Succession, Palgrave Macmillan, 15 mai 1995, 80 p. (lire en ligne), p. 480